# Venus Express
Venus Express – pierwsza sonda Europejskiej Agencji Kosmicznej wysłana w kierunku planety Wenus. Wstępne założenia misji zostały zaproponowane w 2001 roku. Od początku starano się maksymalnie skrócić czas konstrukcji oraz obniżyć koszty. Do budowy pojazdu wykorzystano zapasowe części pozostałe po projektach Mars Express oraz Rosetta. Dzięki temu całkowity koszt budowy zamknął się sumą 260 milionów dolarów, a zmontowanie pojazdu zajęło niecałe cztery lata, co stanowi obecnie rekord spośród wszystkich misji planetarnych.
Użycie części zamiennych sondy Mars Express Orbiter wymagało dokonania wielu modyfikacji, z których główne miały na celu przystosowanie orbitera do odmiennych warunków panujących na orbicie Wenus. Konieczne było pogrubienie izolacji termicznej i radiacyjnej, gdyż znajdując się dwukrotnie bliżej Słońca, Venus Express była narażona na czterokrotnie większe nagrzewanie się, a promieniowanie jonizujące było znacznie silniejsze, co zwiększyło ryzyko uszkodzenia układów elektronicznych. Z drugiej strony większa ilość światła poprawiła znacznie efektywność paneli słonecznych.

## Dane techniczne
- Masa całkowita: 1250 kg
  - w tym paliwo: 570 kg
  - osprzęt naukowy: 93 kg
- Wymiary: 1,5 m × 1,8 m × 1,4 m
- Instrumenty:
  - spektrometr SPICAV (Spectroscopy for Investigation of Characteristics of the Atmosphere of Venus) do analizy promieniowania ultrafioletowego i podczerwonego[1]
  - kamera VMC (Venus Monitoring Camera) do uzyskiwania obrazów w świetle widzialnym i ultrafioletowym[2]
  - spektrometr VIRTIS (Visible and Infrared Thermal Imaging Spectrometer)[3]
  - PFS (Planetary Fourier Spectrometer – Planetarny Fotospektrometr Fourierowski) do badania atmosfery i powierzchni Wenus – instrument nie funkcjonował od początku misji z powodu awarii[4]
  - magnetometr MAG do wykonywania pomiarów siły i kierunku pola magnetycznego[5]
  - analizator ASPERA-4 (Analyzer of Space Plasmas and Energetic Atoms)[6]
  - eksperyment VeRa (Venus Radio Science)[7]

## Terminarz misji
Okno startowe umożliwiające wysłanie pojazdu, rozciągało się od 26 października 2005 do 23 listopada 2005 roku. Pierwotnie start został zapowiedziany na 26 października 2005 roku, na godzinę 04:43 UTC, jednak z powodu zanieczyszczenia wewnątrz kapsuły ochronnej orbitera, konieczne było przesunięcie terminu. Ostatecznie start odbył się 9 listopada 2005 roku o godzinie 03:33 UTC z kosmodromu Bajkonur w Kazachstanie na pokładzie rakiety Sojuz. Po 1 godzinie i 36 minutach okrążania Ziemi po orbicie parkingowej, Venus Express została skierowana na trajektorię transferową w kierunku Wenus. 
11 kwietnia 2006 roku sonda weszła na orbitę wokół planety. Manewr ten wymagał uruchomienia na 50 minut głównego silnika pojazdu. Po dalszych kilkukrotnych manewrach sonda osiągnęła docelową orbitę roboczą 7 maja 2006 roku. 
Badania naukowe miały trwać do sierpnia 2007 roku, ale decyzją ESA z 23 lutego 2007 roku, misja została przedłużona do maja 2009 roku. W lutym 2009 roku zdecydowano o przesunięciu daty zakończenia na 31 grudnia 2009 roku, natomiast w październiku tego samego roku przedłużono misję do końca roku 2012, a następnie do 2014 roku.
Sonda m.in. wykazała, że wiry polarne na Wenus są najbardziej zmiennymi w całym Układzie Słonecznym.
18 stycznia 2015 roku ustał kontakt z sondą, która zgodnie z planem weszła w atmosferę planety.

## Cel misji
Głównym celem misji Venus Express było badanie atmosfery planety, między innymi za pomocą Planetarnego Fotospektrometru Fourierowskiego (PFS) skonstruowanego w Centrum Badań Kosmicznych Polskiej Akademii Nauk w kooperacji międzynarodowej.
Długofalowa obserwacja atmosfery planety mająca na celu zrozumienie jej dynamiki.
 Dodatkowo zaplanowano sporządzenie mapy rozkładu temperatur oraz charakteru powierzchni.
W roku 2005 trzech planetologów – Raphaël Garcia, Philippe Lognonné i Xavier Bonnin z CNSR w Paryżu zaproponowało, aby użyć sondy jako odbiornika fal dźwiękowych niskiej częstotliwości (wzbudzanych przez wstrząsy tektoniczne) w celu zbadania aktywności tektonicznej Wenus.